# NGC 1513
NGC 1513  ist ein Offener Sternhaufen vom Trumpler-Typ II 1 m im Sternbild Perseus am Nordsternhimmel. Er ist rund 4300 Lichtjahre entfernt, sein Alter wird auf 420 Mio. Jahre geschätzt.
Entdeckt wurde das Objekt am 28. Dezember 1790 von William Herschel.